# Língua de sinais da Tanzânia
A Língua de Sinais da Tanzânia (em Portugal: Língua Gestual da Tanzânia) é a língua de sinais (pt: língua gestual) usada pela comunidade surda da Tanzânia.